# Łukasz Notaras
Łukasz Notaras (hebr. ‏Λουκᾶς Νοταρᾶς‎, ur. ?, zm. 3/4 czerwca 1453) – ostatni megaduks Cesarstwa Bizantyńskiego. Tytułował się także Wielkim Księciem oraz Wielkim Admirałem, żył w czasach ostatnich Paleologów i pełnił nieformalną funkcję pierwszego ministra. 
Był potomkiem bogatej rodziny kupieckiej z Monemwazji. W 1424 roku, pod nieobecność odbywającego podróż do Wenecji, Mediolanu i na Węgry cesarza Jana VIII, wraz z drugim negocjatorem Sfrantzesem podpisał traktat pokojowy z sułtanem Muradem, zwracając Turkom znaczną część terenów, które Bizantyńczycy odzyskali po bitwie pod Ankarą, w tym region Strymonu i kilka innych miast na bułgarskim wybrzeżu Morza Czarnego.
Notaras był jednym z najbogatszych ludzi w Konstantynopolu, prowadził na szeroką skalę interesy handlowe i przedsięwzięcia bankowe, był też obywatelem zarówno Genui, jak i Wenecji.
Był przywódcą opozycji przeciwstawiającej się unii kościoła prawosławnego z katolickim do której doszło w ostatnich miesiącach przed upadkiem Konstantynopola. Znany jest także z maksymy: Wolałbym widzieć turecki turban w mieście niż mitrę papieską. Dosłowne brzmienie tego powiedzenia: Lepiej ujrzeć, jak w środku Miasta panuje turecki urban niż łacińska korona królewska (phakiolionTourkon e kalyptra latiniken) oznacza jednak, że Notaras przeciwstawiał się nie tyle władzy papieża, co powrotowi łacińskiej władzy świeckiej.
Podczas obrony wystawił na swój koszt małą flotę oraz bronił najdłuższego odcinka murów od strony morza. Wedle zapisów kronikarzy miał ukryć skarb cesarski, aby przekazać go sułtanowi w zamian za przywileje i stanowiska. Sułtan kazał go więc zamordować wraz z jego synami za tchórzostwo i zdradę Konstantynopola. Wedle innych źródeł sułtan pragnął najmłodszego syna do swoich uciech do haremu, na co Łukasz Notaras się nie zgodził i z powodu odmowy zostali zgładzeni. Z kolei zgodnie z rodzina Notarasa została wysłana do Odrynu, skąd genueńscy prokuratorzy, zarządzający jego kapitałami złożonymi w funduszach publicznych, wykupili dzieci megaduksa.

## Kultura masowa
W filmie Fetih 1453 występuje Naci Adıgüzel jako książę Notaras. Łukasz Notaras pojawia się także w powieści Obóz świętych autorstwa Jeana Raspaila.
Pojawia się w książce Czarny Anioł autora Mika Waltari.